# 稀音家義丸
稀音家 義丸（きねや よしまる）は、長唄三味線方の名跡。近世初期以来のもので二代を数える。
- 初代 稀音家義丸 - 後の稀音家和喜次郎。
- 二代目 稀音家義丸 - 本項で詳細。

二代目稀音家 義丸（きねや よしまる、1930年4月12日 - ）は、長唄研精会三味線方稀音家和喜次郎の次男。本名は犬飼基之。

## 略歴
東京府赤坂田出身。1949年10月、日吉小三八に師事。1952年5月、吉住小輔許名。同年5月、荻江露友に師事。1954年10月、荻江露苑許名。1955年10月、NHK邦楽技能者育成会第一期卒業。1960年5月、芳村伊久三郎の推薦により長唄協会会長の杵屋栄蔵から協会嘱託の依頼を受け、1979年まで担当する。1961年9月、父の前名稀音家義丸の二代目を襲名。1978年に湖出市十郎襲名の話を頂くも固辞、名跡をお預かりする。

## 主な職歴
1961年、協会の依頼により立教大学長唄研究会の指導を1982年まで担当。1961年に長唄協会芸術祭主催公演「親鸞」を杵屋佐之助副会長・芳村伊久三郎書記長の三人で制作、東京文化会館で公演。1964年、オリンピック芸術展示委員として制作に協力。紙恭輔の依頼により社団法人芸団協設立に協力。同会著作隣接権設立委員として協力。1968年より長唄協会演奏委員。1975年より長唄協会社団法人化に尽力、1978年に認可を受ける。1979年に今藤長十郎副会長と意見対立のため協会辞任。1980年にイスタンブール世界音楽祭に参加、演奏。身体障害者年だった1981年には障害者長唄愛好会メンバーを引率し、リスボン、ミュンヘン、ローマにて演奏。1983年、長唄再再会を設立、1989年まで年二回公演した。
以後、双寿会・変化舞踊研究会・稀音家義丸之会公演。1993年から95年にかけ東京芸術大学音楽学部樂理科非常勤講師として「邦楽概論」授業担当。1993年に芸能学会常任理事となり今日に至る。杵屋栄二、日吉小三八、稀音家六多郎、などの各派長老より多くの稀曲、伝承曲の教えを受け、伝承曲約750曲の楽譜・録音を整理、その中稀曲約250曲を製本、国立劇場資料課に寄託。今後も伝承稀曲復活に努力する予定。

## 受賞歴
- 1991年 文化庁芸術祭賞受賞
- 1997年 第17回伝統文化ポーラ賞受賞

## 著書
- 「長唄資料」（メリヤス・大薩摩節・根岸集・道行物・祝いの曲）1993年 - 97年 邦楽社
- 「長唄雑綴」2000年
- 「長唄閑話」2002年 新潮社

このほか、現在『邦楽の友』誌に「長唄囈語」を連載している。